# The Spinto Band
The Spinto Band es una banda de indie rock de Estados Unidos formada en 1996. Está formada por Nick Krill (cantante y guitarrista), Thomas Hughes (cantante y bajista), Jeffrey Hobson (baterista), Sam Hughes (tecladista), y Joey Hobson (guitarrista). Editan su música a través su propia compañía discográfica, Spintonic Recordings.

## Historia
Se formó originalmente como un proyecto de grabación de estudiantes de secundaria de Wilmington (Delaware), en 1996. El vocalista Nick Krill describe que se inspiró para formar la banda después de tropezar con letras de las canciones utilizadas escritas por su abuelo, Roy Spinto, en la parte posterior de cajas de Cracker Jack.

## Discografía
- Free Beer (1998), Spintonic Recordings - (como Free Beer)
- 30 Songs To Ease the Soul (1998), Spintonic Recordings - (como Free Beer)
- Our Mama, Jeffrey (1998), Spintonic Recordings - (como Free Beer)
- The Analog Chronicles (1998), Spintonic Recordings - (como Free Beer)
- Digital Summer (New Wave Techno Pop) (1999), Spintonic Recordings
- Roosevelt (2000), Spintonic Recordings
- Mersey & Reno (2001), Spintonic Recordings
- Nice and Nicely Done (2005), Bar/None Records
- Moonwink (2008), Park the Van Records
- Shy Pursuit (2012), Spintonic Recordings
- Cool Cocoon (2013), Spintonic Recordings

## Sencillos
- "Oh Mandy" (2005) - Stolen Transmissions
- "Mountains/Brown Boxes" (2005) - Radiate
- "Direct to Helmet" (2006) - Radiate
- "Did I Tell You" (2006) - Radiate

## Miembros
- Nick Krill
- Thomas Hughes
- Jeffrey Hobson
- Sam Hughes
- Joey Hobson

Antiguos miembros
- Jon Eaton, guitarrista, hasta marzo del 2011.
- Albert Birney, antes de Nice y Done.